# Eugenia de Montijo
Eugenia de Palafox Portocarrero y Kirkpatrick o María Eugenia de Guzmán y Portocarrero, más conocida como Eugenia de Montijo (Granada, 5 de mayo de 1826-Madrid, 11 de julio de 1920), fue una aristócrata española y emperatriz consorte de los franceses como esposa de Napoleón III. Fue XII condesa de Baños y XIX condesa de Teba.

## Biografía

### Primeros años
María Eugenia Ignacia Agustina de Palafox-Portocarrero de Guzmán y Kirkpatrick nació en Granada, en la calle Gracia número 12, el 5 de mayo de 1826. Eugenia fue la segunda hija de Cipriano Palafox y Portocarrero-Idiaquez, XIII duque de Peñaranda, conde de Montijo y de Teba y grande de España, hijo de Felipe Antonio de Palafox Croy, quien sabe también utilizó el apellido Guzmán por herencia de Inés de Guzmán, condesa de Teba. Fue militar y político liberal, masón y afrancesado que combatió en la guerra de la Independencia española al lado de José Bonaparte. Su madre fue Enriqueta María Manuela KirkPatrick de Closeburn y de Grevignée, aristócrata española hija del escocés William KirkPatrick, un exiliado en España en su juventud por apoyar a la casa de Estuardo en sus pretensiones dinásticas, quien fue cónsul de los Estados Unidos en Málaga, y de la belga Marie Françoise de Grevignée.
En la fecha en que nació, Granada había sufrido un importante terremoto por lo que el parto se adelantó un par de semanas debido al susto del seísmo, por lo que en una tienda de campaña habilitada para el caso en el exterior del palacio en el que residía la familia, por temor a un derrumbe fatal. Eugenia tuvo su primera experiencia vital sobre una tierra que se resquebrajaba a modo de saludo ante los primeros alientos de su vida y, como ella misma diría más adelante, bajo un árbol en un bosquecillo de laureles y cipreses. Azaroso fue su nacimiento, como azarosa fue su vida; arquetipo de dama granadina que nunca utilizó el apellido Guzmán como su padre, aunque se sentía orgullosa de su ascendencia con Alonso de Guzmán, más conocido en la historia como Guzmán el Bueno.

### Juventud

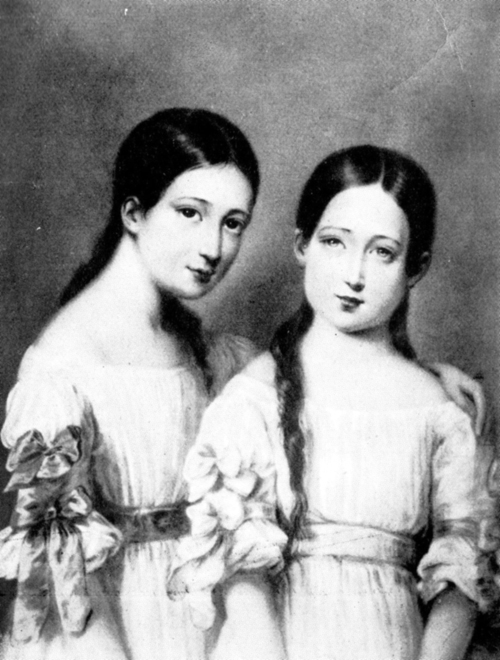
Eugenia retratada junto a su hermana Francisca, hacia 1836

En 1835, Eugenia fue enviada a Francia a estudiar en el Convento del Sagrado Corazón y luego en el Gymnase Normale, Civile et Orthosomatique, en los que recibió una profunda formación católica que la acompañaría hasta el final de su vida. En 1837 tuvo una corta y desagradable estancia en un internado en Bristol, al sudoeste de Inglaterra.
Se dan por ciertas las circunstancias de que, cuando contaba 12 años, una vieja gitana del Albaicín granadino se acercó a ella para leerle las líneas de la mano y predijo que llegaría a ser reina. Diez años más tarde, ya en París, el abad Brudinet, que ejercía el ministerio pastoral junto a la quiromancia, visionaba en la misma mano una Corona Imperial. Curiosas coincidencias esotéricas, que llegarían, con el paso de los años, a confirmar predicciones de juventud.
Siendo ella ya moza, pasaron por la casa familiar grandes intelectuales del momento, viajeros ilustrados que llevaban noticias de los acontecimientos de la Europa más rancia y refinada. Se ofrecían grandes fiestas a las que acudían diplomáticos, escritores, músicos, toreros y grandes celebridades de la época. Entre ellos estaba el novelista Juan Valera, quien dejó en una carta una curiosa descripción de la joven de 21 años en 1847:

Es una diabólica muchacha que, con una coquetería infantil, chilla, alborota y hace todas las travesuras de un chiquillo de seis años, siendo al mismo tiempo la más fashionable señorita de esta villa y corte y tan poco corta de genio y tan mandoncita, tan aficionada a los ejercicios gimnásticos y al incienso de los caballeros buenos mozos y, finalmente, tan adorablemente mal educada, que casi-casi se puede asegurar que su futuro esposo será mártir de esta criatura celestial, nobiliaria y sobre todo riquísima.

Pero más trascendencia tuvo su trato con otro escritor, el francés Prosper Mérimée, quien se convirtió en un personaje asiduo a las reuniones que se mantenían en el domicilio familiar y que pronto trabó una amistad especial con la adolescente Eugenia, con quien cambiaba impresiones sobre las costumbres e historias de un pueblo español habituado a debatirse por sus pasiones de forma incontrolada tanto en el amor como en la guerra. En una de esas conversaciones, Eugenia le habló del romance protagonizado por una cigarrera, un torero español y un soldado, una historia y una pasión que Mérimée supo argumentar en su novela Carmen, la obra que le proporcionó la inmortalidad, y en la cual se basó posteriormente la famosa ópera homónima de Georges Bizet.
Pasados los años, la amistad tanto de la madre de Eugenia como la propia con el escritor influyó para que, en 1853, Mérimée fuera nombrado senador de Francia, y no cabe ninguna duda de que el peso social y político de la emperatriz fue decisivo en tal envidiado nombramiento.
Se enamoró Eugenia con toda la ilusión de sus 18 años del XVII marqués de Alcañices, pero fue traicionada y, creyendo que su vida estaba rota, pensó en tomar los hábitos, pero la superiora del convento la disuadió diciéndole: «Es usted tan hermosa que más bien parece haber nacido para sentarse en un trono».
Huérfana de padre en el año 1839, residió entre Granada y Madrid y viajó junto a su madre y hermana por Italia, Francia, Inglaterra y Alemania hasta que ya en 1850 fijan su residencia en la ciudad del Sena, donde, inducidas por la ambición materna, frecuentan los salones parisinos, ambición casi convertida en obsesión materna de casar a sus hijas con lo más granado de la Europa palaciega, hasta el punto de levantar no ya sólo envidias palaciegas, sino malévolos cotilleos de la más burda finalidad, rumores, burlas desmedidas por la crueldad, que iban precedidas por las historias de las que su madre había sido protagonista en Inglaterra, donde había conseguido acceder al cargo de camarera de la propia reina, e incluso acusando a la joven de amoríos con los amantes de su propia madre, haciéndola a su vez partícipe de una supuesta vida libertina y desenfadada, y apodándola con fines burlescos como “la señorita de Montijo” en las reuniones y bailes de la alta sociedad donde empezaba a ser mal mirada.

### Matrimonio

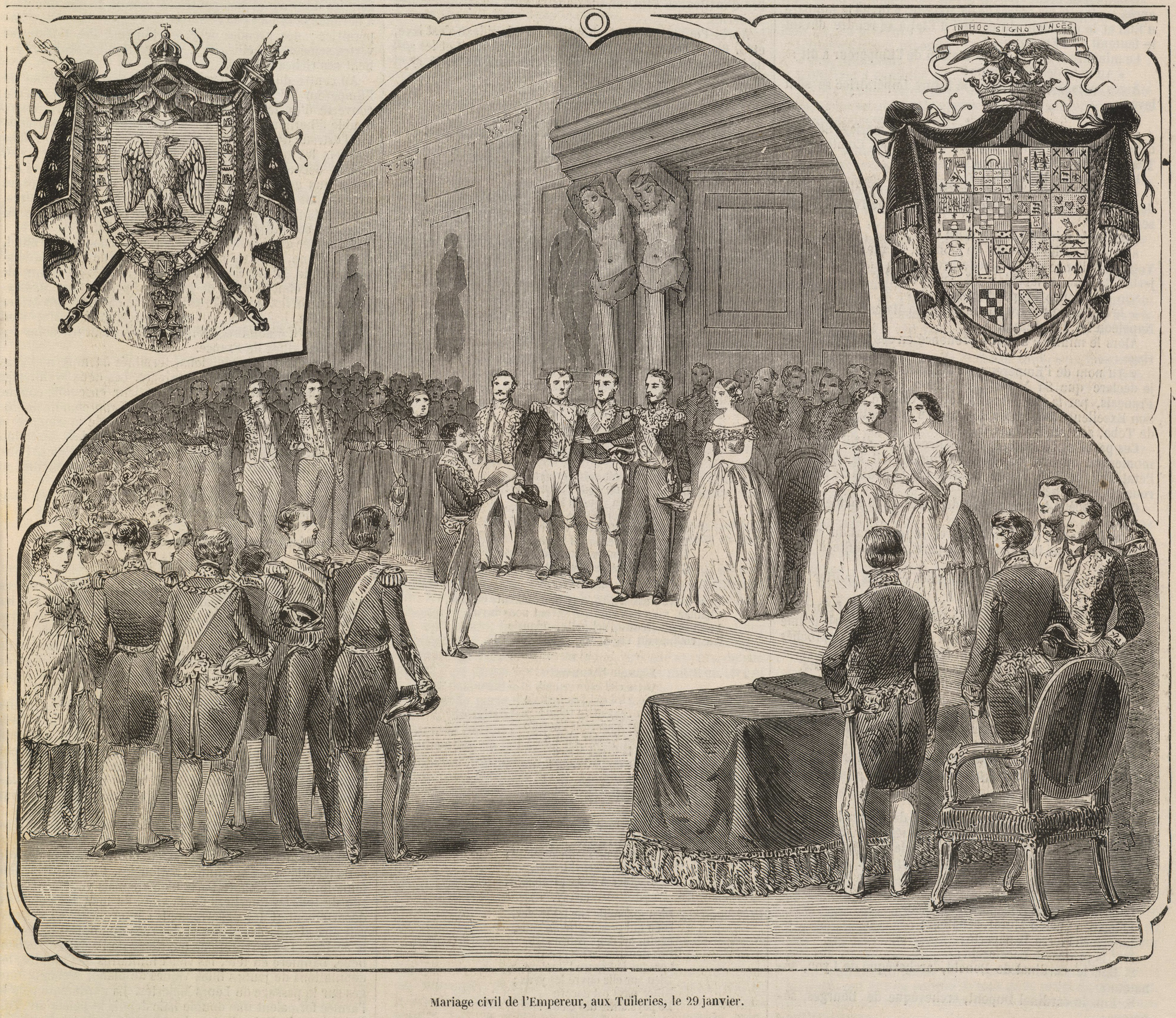
Grabado de 1853 realizado con motivo de la ceremonia de matrimonio civil de Napoleón III y de Eugenia de Montijo, celebrado el 29 de enero de ese mismo año.

En una de las muchas reuniones sociales de la alta alcurnia francesa, el 12 de abril de 1849, en una recepción en el Palacio del Elíseo, Eugenia fue presentada a Luis Napoleón Bonaparte, primo de la princesa Matilde Bonaparte, que quedó hechizado ante la elegante exuberancia e inteligencia de Eugenia, de una belleza muy destacable, y la cortejó de forma vehemente, mientras Eugenia eludía el asedio como buenamente pudo.
El citado Napoleón, sobrino del primer emperador Bonaparte, hijo de Luis I de Holanda y de Hortensia de Beauharnais, por circunstancias rebuscadas en una azarosa vida, se convertiría en presidente de la República Francesa, en la que él mismo buscaba su segunda y más ambiciosa finalidad: llegar a convertirse en emperador.
Desde Madrid, Eugenia pudo seguir las vicisitudes de su tenaz pretendiente que, una vez coronado emperador, solicitó reiteradamente que las Montijo acudiesen a sus propiedades parisinas. Allí, en una recepción en el Palacio de las Tullerías, en el que la princesa Matilde la alojó con su madre, viéndola asomada a un balcón del Palacio, junto al Salón inmediato a la Capilla, el emperador se acercó a ella y, con inusitado descaro, le comentó que necesitaba verla y le preguntó cómo podría llegar hasta ella, a lo que Eugenia, con ingeniosos y rápidos reflejos, respondió:

"Por la capilla, señor, por la capilla".

En las Tullerías, en su discurso de 22 de enero de 1853, ante el Senado, el Cuerpo Legislativo y el Consejo de Estado, el emperador declara:

"Aquella que se ha devenido en objeto de mi preferencia es de un alto nacimiento. Francesa de corazón, por educación, y por el recuerdo de la sangre que derramó su padre por la causa del Imperio, tiene, como española, la ventaja de no tener familia en Francia a la que hay que rendir honores y dignidades. Dotada de todas las cualidades del alma, ella será el adorno del trono, ya que, en el día del peligro, se convertirá en una de sus valientes defensoras. Católica y piadosa, rezará al cielo las mismas oraciones que yo hago por la felicidad de Francia; grácil y buena, ella hará revivir en la misma posición, tengo la firme esperanza, las virtudes de la emperatriz Josefina. (...) Vengo, señores, a decir a Francia: preferiría una mujer a la que amo y respeto, a una mujer desconocida cuya alianza habría tenido ventajas mezcladas con sacrificios. Sin mostrar desdén por nadie, cedo a mi inclinación, pero después de haber consultado a mi razón y a mis creencias."

Previamente, Napoleón había sido rechazado por la princesa Adelaida, sobrina de la reina Victoria, por lo que este comentario fue visto con cierto sarcasmo desde Gran Bretaña. Los periódicos de ese país efectuaron comentarios sobre la unión entre una aristócrata de reconocido linaje con un miembro de la familia Bonaparte.
El domingo 29 de enero de 1853, Eugenia se viste de satén rosa y se toca de jazmines para el casamiento civil en el Palacio de las Tullerías. Se registró el matrimonio en la Sala de los Mariscales (Salle des Maréchaux) a las 20:00 horas. A la mañana siguiente 30 de enero, Eugenia de Montijo, con 26 años, se convertía en la emperatriz de los franceses al consagrar su matrimonio con Napoleón III, de 45 años, en el solemne Altar Mayor de la catedral de Notre-Dame ante el Arzobispo de París.
Con el enlace, dio comienzo uno de los periodos más destacados e interesantes de la historia de Francia, con una copla popular convertida en lamento que desde España decía:

Eugenia de Montijo, qué pena, pena, que te vayas de España para ser Reina. Por las lises de Francia, Granada dejas, y las aguas del Darro por las del Sena. Eugenia de Montijo, qué pena, pena...

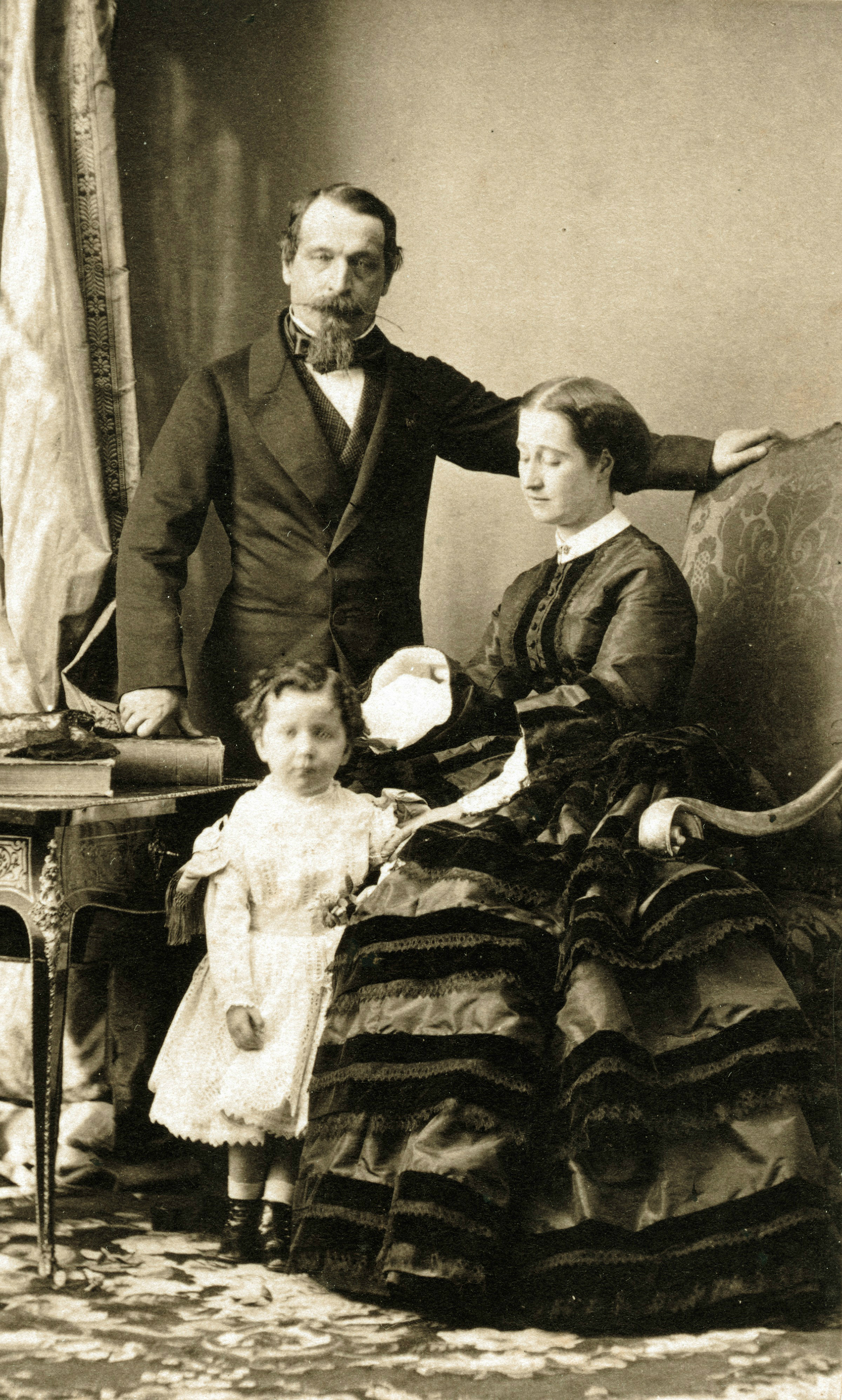
La familia imperial fotografiada hacia 1858. De pie, a la izquierda, el emperador Napoleón III; sentada, a la derecha, la emperatriz Eugenia, y a su lado, su hijo, el príncipe Napoleón Eugenio Luis.

Ya desde el primer momento y haciendo gala de su carácter perseverante, da la primera muestra en el intento de conquistar a un pueblo francés que no la quiere, y desde el mismo atrio de la catedral de Notre-Dame deja el brazo de Napoleón III, se vuelve hacia los miles de franceses que la observan y, ostentando en la cabeza la diadema que había pertenecido a sus dos predecesoras Josefina y María Luisa, se inclina haciendo una elegante reverencia de sumisión hacia su pueblo. En un instante, los franceses allí congregados pasan de la indiferencia gentil al entusiasmo y las aclamaciones estallan por doquier.
Fue uno de esos actos de cortesía y entrega que la harían famosa, con los que el pueblo llano empezó a amarla en un fraternal sentimiento, arengado posteriormente por otro acto de la flamante emperatriz de los franceses cuando donó para la caridad los seiscientos mil francos que el municipio de París le hizo entrega como regalo de bodas para joyas, con el cual se fundó un asilo para chicas pobres que lleva su nombre de casada, Eugenia Napoleón. La misma generosidad tuvo con una cantidad de 250 000 francos obsequiados por su marido, Napoleón III. El emperador y su esposa ocuparon la carroza imperial que había conducido a Napoleón Bonaparte y a Josefina de Beauharnais a la catedral de Notre-Dame el día de su coronación. Eugenia llevaba un vestido de satén blanco y una diadema de brillantes y zafiros.
Aunque Eugenia no había nacido princesa, pronto supo ponerse a la altura de las circunstancias. Nadie echaba ya de menos a la princesa de sangre real que tanto se había deseado.
Los recién casados pasaron la luna de miel en el Castillo de Villeneuve-l'Étang, en Marnes-la-Coquette, en el corazón de Saint-Cloud, donde la emperatriz quiso ocupar las habitaciones de la reina María Antonieta. Entretanto, la condesa de Montijo, madre de la emperatriz, se preparaba para volver a España, pues su obcecada misión estaba ya cumplida.
En diciembre de 1854, sufrió un aborto y, pese a las constantes infidelidades de su esposo, volvió a quedarse embarazada al poco tiempo, para volver a sufrir otro aborto. Las continuas aventuras del emperador irritaban a la emperatriz, más que por celos, por el escándalo, que Eugenia no podía aceptar por los principios de su educación católica y porque identificaba la lealtad con el honor.
Ante la dificultad para concebir, fue aconsejada por la reina Victoria en un viaje al Reino Unido:

“Mira, Eugenia, ¿por qué no utilizas ciertas posturas que vendrán muy bien para tu posterior embarazo?… ¿por qué no pruebas a poner unos cojines de esta manera en tus lumbares?, así a lo mejor tienes suerte”

Eugenia tomó buena nota, probó y acertó. Después del asunto del cojín, Eugenia quedó encinta. El 16 de marzo de 1856, tras un largo y penoso parto, dio a luz a su único hijo, Napoleón Luis Eugenio Juan José Bonaparte, que recibió el título de príncipe imperial.
Para celebrar el nacimiento del príncipe, Napoleón III anunció una nueva amnistía para los marginados del 2 de diciembre. Al mismo tiempo, 600 000 parisinos (uno de cada dos habitantes) hicieron regalos a la emperatriz. En la mañana del 17 de marzo, una salva de cien disparos anunció el nacimiento al país entero. El emperador decidió que sería el padrino y la emperatriz madrina de todos los hijos legítimos nacidos en Francia (es decir, los que nacieran dentro del matrimonio de sus padres) en ese día 16 de marzo, los cuales ascendieron a 3000.
La emperatriz cumplía así con su misión principal. Ella le había dado a su esposo un hijo y al imperio un heredero. El niño nació en un día de triunfo, un Domingo de Ramos. Lo que más le gustó a la feliz madre fue que este niño, tan deseado, no solo era un hijo de Francia, sino también un hijo de la Iglesia y ahijado del papa Pío IX; la bendición del pontífice se cernía sobre su cuna.
El 17 de julio siguiente, el emperador escribe a Plombieres-les-Bains las disposiciones relativas a la regencia, la cual confía a la emperatriz.

"(Artículo 2) - Si el Emperador menor asciende al Trono sin que el padre del Emperador haya dispuesto de la Regencia del Imperio por acto público antes de su muerte, la Emperatriz Madre es Regente y tiene el custodia de su hijo menor."

### Semblanza
Madame Carette, quien más tarde será su lectora, describe el vivo reflejo de su seducción:

“Era más bien alta, sus rasgos eran regulares y la línea delicadísima del perfil tenía la perfección de una medalla antigua, con un encanto muy personal, un poco extraño incluso, que hacía que no pudiera comparársela con ninguna otra mujer. La frente, alta y recta, se estrechaba hacia las sienes; los párpados, que ella bajaba con frecuencia, seguían la línea de las cejas, velando así sus ojos bastante cercanos uno de otro, lo que constituía un rasgo particular de la fisonomía de la emperatriz: dos bellos ojos de un azul vivo y profundo rodeados de sombra, llenos de alma, de energía y de dulzura (…) Los hombros, el pecho y los brazos recordaban a las más bellas estatuas. La cintura era pequeña y redondeada; las manos, delgadas; los pies, diminutos. Nobleza y mucha gracia en el porte, una distinción nata, un andar ligero y suave (…)”

Gracias a su belleza y elegancia, Eugenia contribuyó de forma destacada al encanto que desprendía el régimen imperial. Su forma de vestir era alabada e imitada en toda Europa. Su interés por la vida de la reina María Antonieta expandió la moda neoclásica, estilo muy popular durante el reinado de Luis XVI.
La elegancia legendaria de la emperatriz influyó mucho en el mundo de la moda. Llamado así por la emperatriz, el sombrero Eugenia es un estilo de sombrero de mujer inclinado y con la caída sobre un ojo; el borde se dobla bruscamente a ambos lados en el estilo de un adorno de equitación, a menudo con una larga pluma de avestruz. El sombrero fue popularizado por la estrella de cine Greta Garbo y en la década de 1930 eran "histéricamente populares".
Fue la persona con más condecoraciones de toda Francia, con 20 condecoraciones y títulos nobiliarios.

### Influencia política

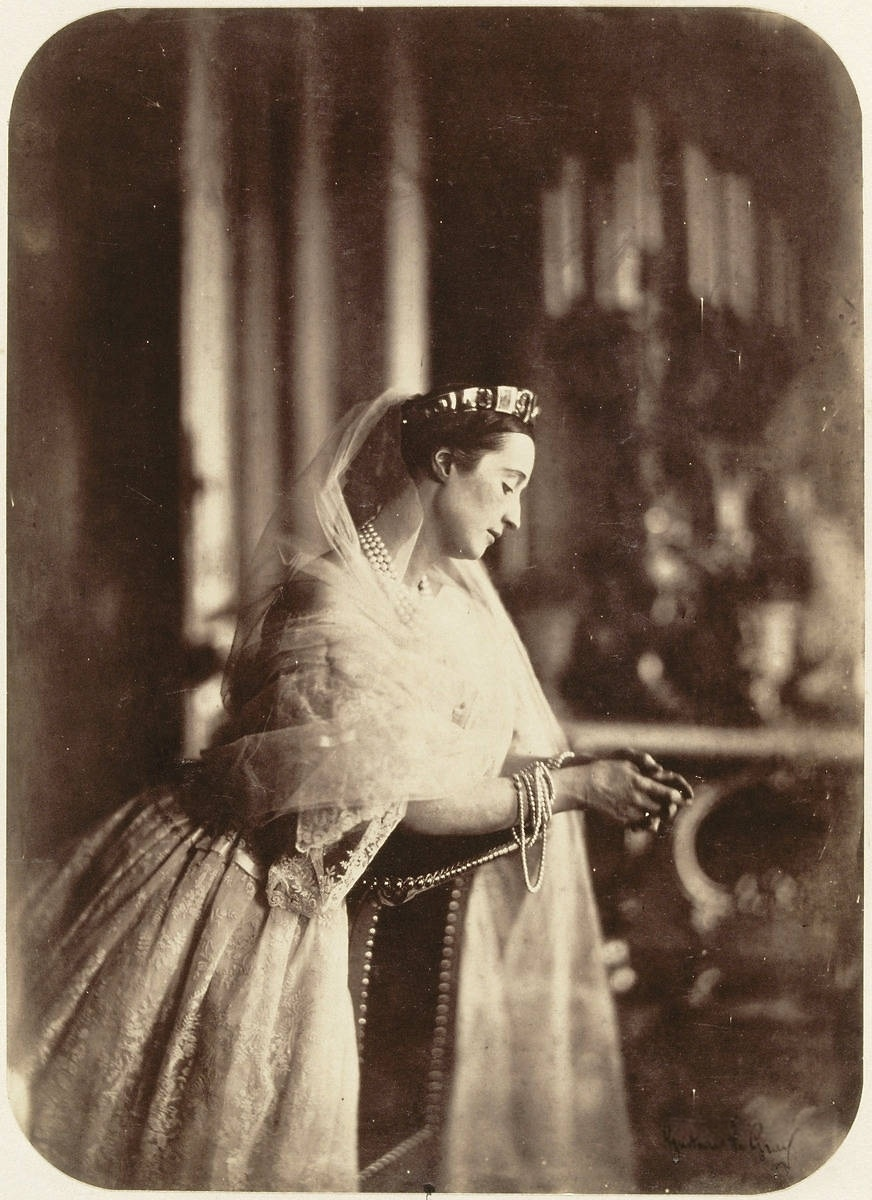
La emperatriz Eugenia, 1856

Eugenia era una mujer educada e inteligente. Los abortos sucesivos y el difícil parto de su hijo, el príncipe imperial, la distanciaron de la vida social y política, pero su carácter y sus ganas de hacer vida activa aceleraron una tediosa recuperación, y empezó a tomar parte activa en la política de Francia.
Eugenia decidió tomar parte activa en la política del Segundo Imperio. Ferviente católica, se opuso a la política de su marido en lo tocante a Italia, y defendió los poderes y prerrogativas del papa en dicho país.
Eugenia no fue en realidad una mujer de Estado que, de alguna manera, daba parte primordial a las guerras, pero las asumía con la responsabilidad que todo líder o gobernante asume las mismas, y con la entereza necesaria a su vez para hacerse cargo de la eventualidad negativa y el sufrimiento de las derrotas, así como la alegría de las victorias.
Eugenia fue la instigadora de la invasión francesa de México, en apoyo del emperador Maximiliano I de México, la cual resultó un desastre, no solo por los miles de vidas perdidas del ejército francés, sino también por el fusilamiento del emperador Maximiliano. La emperatriz veía en la intervención en México la posibilidad de instaurar una potencia católica en Norteamérica, cortando el paso a los Estados Unidos protestantes y facilitando, por una especie de "efecto dominó", la aparición de otras monarquías conservadoras y católicas, regidas por príncipes europeos en Centro y Sudamérica. Este episodio causó una gran angustia y pena en la emperatriz, puesto que se le culpaba a ella directamente del fatal desenlace.
Por otra parte vivió con alegría junto a su esposo la victoria francesa en la Guerra de Crimea en el año 1856.
Durante la guerra franco-prusiana, que concluyó al año siguiente con la derrota de Sedán, fue decisiva la influencia de la emperatriz aconsejando a Napoleón III contra Prusia, la cual había aplastado al católico Imperio austrohúngaro pocos años antes en la guerra austro-prusiana, todo ello frente a la prudencia aconsejada por el primer ministro Émile Ollivier.
Eugenia desempeñó la regencia del imperio en tres ocasiones: La primera de ellas, durante las campañas de Italia en 1859, cuando el emperador interviene en apoyo al Conde de Cavour, ministro de Piamonte, en la guerra de unificación de Italia, donde se opuso a apoyar la unificación saboyana de Italia, al opinar que implicaría la disminución del poder del papa. La segunda, con ocasión de una estancia del emperador en Argelia en 1865 y la tercera, en los últimos momentos del Segundo Imperio, ya en 1870.
En 1869, se embarca en viaje de Estado a Estambul. El Palacio Beylerbeyi, a orillas del Bósforo, le da la bienvenida durante la estancia en la que visita, entre muchos otros lugares, el Patriarcado Católico Armenio y la Escuela Secundaria Saint-Benoît. Dicho viaje marcaría las relaciones franco-turcas durante muchos años.
La emperatriz fue parte fundamental en la construcción del Canal de Suez, y tuvo un excepcional protagonismo político y social al asistir, tras el viaje a Estambul, como el más alto representante de Francia a la inauguración del mismo, el 17 de noviembre de 1869 a bordo del barco L'Aiglon. A la inauguración del canal asistieron los principales monarcas europeos, incluido el emperador Francisco José I de Austria, quien quedará impresionado por su belleza. El creador y constructor de esta genial obra de ingeniería, era su tío segundo Fernando de Lesseps, que no era ingeniero sino diplomático, pero con vocación de ingeniería. Aunque las relaciones de Eugenia y Lesseps nunca habían sido buenas, este agradeció su presencia por el honor que supuso que la emperatriz de Francia se encontrara presente en los actos de la inauguración del Canal.
Prácticamente no se dirigieron la palabra, pero la soberana calentó la frialdad de trato, con la diplomática alabanza de la obra, ante todas las autoridades internacionales presentes en el acto. Entre los fastos de la inauguración figuró la singular primera representación, a orillas del Nilo, de la célebre ópera de Verdi Aida, considerada como episodio excepcional y único.
Los archivos del Ministerio de la Casa del Emperador, bajo Napoleón III, que evocan en gran medida las intervenciones de la emperatriz Eugenia, particularmente en el campo social y artístico, se guardan en los Archivos nacionales de Francia en la subserie O/523.
Aunque sus detractores políticos y personales dijeran de ella que actuaba con soberbia desmedida, lo cierto es que desempeñó su labor con unas dotes políticas excepcionales.

### Atentado de 1858

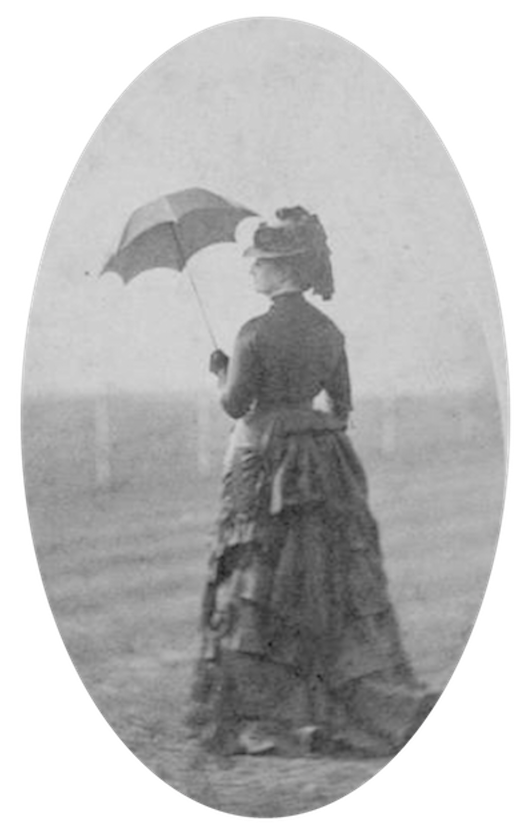
La emperatriz fotografiada a mediados de los años 1860.

Poco tiempo después del nacimiento de su hijo, los emperadores sobrevivieron a un atentado perpetrado por el revolucionario italiano Felice Orsini, hijo de un antiguo oficial de Napoleón Bonaparte en la campaña de Rusia, que se había unido a una sociedad secreta llamada Carbonería, más concretamente a un grupo denominado Conjura Italiana de los Hijos de la Muerte, cuya finalidad era la independencia italiana frente a Austria y el ideal del liberalismo.
Orsini se convenció de que Napoleón III era el principal obstáculo para la independencia italiana y la causa de las reacciones antiliberales en Europa, por lo que planeó su asesinato con la lógica de que con la muerte del emperador, Francia tendría una revuelta y los italianos podrían explotar también en una revolución. Fue a París en 1857 para conspirar en contra del emperador.
A finales del mismo año Orsini visitó Inglaterra donde contactó con el armero Joseph Taylor, al cual le pidió hacer seis copias de una bomba diseñada por él mismo, la bomba Orsini; la cual explotaría con el impacto y usaba el fulminato de mercurio como detonador de la carga explosiva. La bomba fue probada en Sheffield y en Devonshire con el consentimiento del radical francés Simon Bernard. Satisfecho Orsini regresó a París con las bombas y contactó a otros conspiradores como Giuseppe Pieri, Antonio Gómez y Charles DeRudio.
En la tarde del 14 de enero, de 1858, mientras el emperador y la emperatriz iban de camino al teatro Rue Le Peletier, el precursor de la Ópera Garnier, donde iban a presenciar la ópera titulada Guillermo Tell, de Rossini, Felice Orsini y otros dos cómplices de nombre Antonio Gómez y Charles DeRudio lanzaron sendas bombas, de las cuales, la primera explotó donde se encontraba el cochero, al lado del carruaje, la segunda dañó a los caballos y rompió los cristales de la carroza imperial y la tercera debajo del propio carruaje e hirió de gravedad a un policía que acudía en socorro.
8 personas murieron y 142 resultaron heridas, pero los emperadores salieron ilesos y continuaron hacia el teatro sin perder la compostura. A los emperadores se les ocultó el alcance del atentado en cuanto a las víctimas se refiere y, una vez en el teatro, fueron recibidos con entusiasmo y adhesión.
El mismo Orsini salió aturdido y herido en la sien derecha. Se atendió sus heridas y regresó a su posada, donde la policía lo detuvo al día siguiente.
El conato de homicidio incrementó sobremanera la popularidad de Napoleón III y de Eugenia.

### Gran mecenas
Durante el período del Segundo Imperio Francés, el campo de las artes y las letras estaba sujeto a la censura. El retorno al orden moral predicado por la Iglesia y apoyado por la emperatriz Eugenia, fue una de las preocupaciones del régimen.
Gran protectora de la cultura, como mujer culta que era, protegió a escritores y artistas de la época, aumentó de forma considerable el esplendor de una Corte rancia, decadente y casi siempre hostil hacia su persona.
En la vida cultural de la corte y de Francia, la emperatriz participa en la creación del estilo Napoleón III, basado esencialmente en la inspiración, o incluso la copia, de los estilos del pasado. Entre otros, apoya a Winterhalter, Waldteufel, Offenbach, así como a su viejo amigo Mérimée, inspector general de los monumentos históricos, que en 1853 sería nombrado senador de Francia, y que entonces era comandante y gran oficial de la Legión de Honor.
Fue propulsora de la industria de la alta costura en Francia con quien fuera su pionero más relevante, Charles Frederick Worth. Durante el Segundo Imperio y bajo la influencia del mencionado modisto Charles Frederick Worth, se abandona el miriñaque a finales de la década de 1860 en beneficio del más cómodo polisón. En cuanto a los accesorios, la emperatriz siente predilección por la casa de lujo Maquet, donde compra artículos de cuero y ordena su membrete.
Además, fundó asilos, orfanatos, hospitales, y sin ningún tipo de reparo en ella misma, visitó y ayudó personalmente a los enfermos de enfermedades contagiosas de barrios miserables. Asimismo, apoyó las investigaciones de Louis Pasteur, que acabarían en la vacuna contra la rabia.
Promueve también la causa de las mujeres. La emperatriz personalmente intervino en nombre de Julie-Victoire Daubié para la firma de su diploma de bachillerato, consigue que Madeleine Brès se inscriba en la escuela de medicina, así como la concesión de la Legión de Honor a la pintora Rosa Bonheur, primera mujer en ostentar dicha distinción.

### Caída del Imperio y exilio

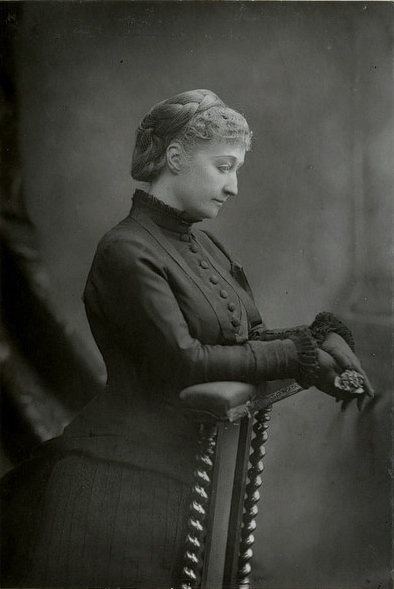
La emperatriz Eugenia de luto por su hijo, 1880

En septiembre de 1870 finalizó la guerra franco-prusiana, que culminó con el desastre de la Batalla de Sedán, en la que fue capturado el ejército francés junto con el emperador. El emperador, que sería posteriormente liberado, estuvo prisionero en el castillo de Wilhelmhöhe, convertido en cárcel.
Este acontecimiento provocó que el emperador fuera destronado, y el ánimo de Eugenia decreció al igual que su ilusión, viendo cómo todas aquellas personas en las que había confiado, la abandonaban a ella y a su familia hacia un precipitado exilio incierto en Inglaterra. Pudo salir de Francia gracias a su dentista estadounidense el Dr. Evans. En un viaje casi épico que dura 12 horas en un yate de 15 metros de eslora, en medio de una gran tormenta, llega a Inglaterra.
Se estableció junto a su hijo en la finca de Camden House, en Chislehurst, Kent, donde el emperador se reunió con ella tras haber sido destituido por la Asamblea. Fue en Camden House donde se agravó la salud del emperador con una suerte de dolores en el abdomen, falleciendo finalmente el 9 de enero de 1873, sin que su hijo, que realizaba estudios en la Real Academia Militar de Woolwich, pudiera llegar a tiempo.
A la muerte del emperador, Eugenia se retiró a una villa en Biarritz en la que vivió alejada de los asuntos de la política francesa.
Su amado hijo, un joven de considerable talento, caracterizado por una vida privada intachable y una gran simpatía, parecía destinado a ser un formidable pretendiente al trono francés en la eventualidad de una restauración imperial, sin embargo, decidido primero a hacer carrera en el ejército, se unió como oficial de artillería voluntario a las tropas británicas que marchaban a Sudáfrica, llevándose con él la espada de su tío abuelo durante la guerra anglo-zulú y en una emboscada tendida por los zulúes el 1 de junio de 1879, se cayó del caballo mientras huía junto a su destacamento y murió con 23 años, abatido tras un breve combate con sus perseguidores.
La muerte de su hijo en 1879, junto a la del emperador en 1873 y a la de su hermana Paca de Alba en 1860 a causa de la tuberculosis, hicieron que la vida careciera ya de todo interés para la emperatriz.
Cuando en 1880 regresó a Inglaterra luego de haber visitado los lugares del martirio de su hijo, todavía le quedaban cuarenta años por vivir. Cuarenta años que vistió de luto riguroso.
Relacionada genealógicamente con la casa de Alba, se alojó ocasionalmente en el Palacio de Liria de Madrid, en su Quinta de Carabanchel y en el Palacio de Dueñas de Sevilla. Algunas de sus pertenencias, como pinturas y muebles, pasaron a manos de los Alba, como un retrato suyo pintado por Winterhalter y otro de Goya, La marquesa de Lazán. Durante sus estancias en España, eran frecuentes sus visitas a la reina consorte Victoria Eugenia de Battenberg, de quien era madrina de bautismo y muy amiga.

### Fallecimiento y entierro

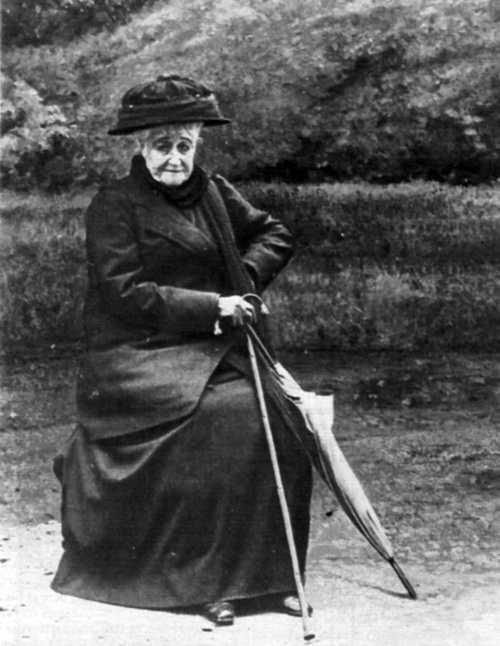
Una de las últimas fotografías de la emperatriz, realizada en el Palacio de Liria, en Madrid, 1920

Teniendo que llenar de algún modo el vacío de vivir sin objeto, en 1885 se mudó a Farnborough, Hampshire a una residencia señorial que convertiría en museo de la dinastía napoleónica, alternando su residencia allí con estadías en su villa “Cyrnos” (el antiguo nombre griego de Córcega), que se había hecho construir en Biarritz. Allí vivía en retiro, absteniéndose de toda interferencia en la política de Francia, pero su salud comenzó a deteriorarse.
Su médico recomendaba para ella estadías en Bournemouth, lugar que era, en tiempos victorianos, famoso como balneario. Durante una de sus visitas un jardinero encendió cientos de pequeñas velas en los parques de Bournemouth para iluminar la senda que Eugenia seguía rumbo al mar durante la noche. Este evento todavía se conmemora anualmente con el encendido de velas en aquellos jardines cada verano.
En 1920 viaja a España para ponerse en manos del médico Ignacio Barraquer para someterse a una intervención de cataratas, operación que resultó un total éxito. Leía El Quijote sin esfuerzo y escribió en el margen de una página de la inmortal novela: «¡Viva España!». Este grito brotado del corazón iba dirigido al médico español que acababa de sacarla de las tinieblas. La alegría de Eugenia fue inmensa, aunque duraría poco tiempo. Su imaginación era un volcán, pero su cuerpo se doblaba bajo el peso de casi un siglo de existencia.
Se encontraba preparando su regreso a Inglaterra, cuando al atardecer del 10 de julio de 1920, se sintió repentinamente indispuesta. La emperatriz murió de un ataque de uremia a las ocho y media de la mañana al día siguiente, 11 de julio de 1920, a los 94 años en el Palacio de Liria de Madrid.
Inmediatamente su cuerpo fue trasladado en tren a París, acompañado por una comitiva que incluía al duque de Alba, el duque de Peñaranda, las duquesas de Tamames y Santoña y el conde de Teba. El féretro fue recibido en la estación de Austerlitz por los príncipes Murat, el embajador de España y miembros de la nobleza francesa y española que le rindieron homenaje durante más de tres horas. Posteriormente el cuerpo fue trasladado a Le Havre y Farnborough bajo custodia del diplomático español Carlos de Goyeneche. La emperatriz está enterrada en la Cripta Imperial de la Abadía de Saint Michael en Farnborough, localidad del condado de Hampshire, en Inglaterra (Reino Unido), al lado de su esposo y de su hijo, que había fallecido en África.

## Legado

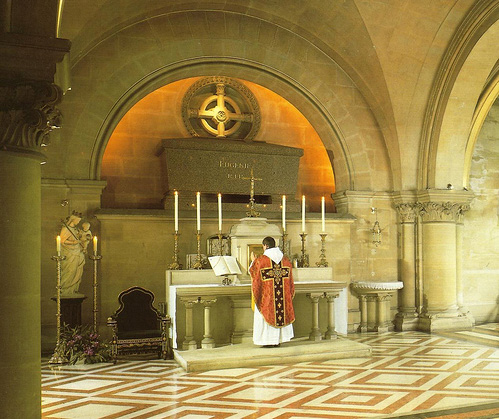
Tumba de la emperatriz Eugenia en la Abadía de St Michael, en Farnborough, Inglaterra

La emperatriz Eugenia vivió lo suficiente como para ver caer otras monarquías europeas tras la Primera Guerra Mundial, como la monarquía rusa, la alemana y la austrohúngara. Legó sus posesiones a varios de sus familiares: sus propiedades en España fueron a parar a los nietos de su hermana Paca de Alba; la casa en Farnborough, para el heredero bonapartista designado por su hijo antes de fallecer, el príncipe Víctor Bonaparte; y Villa Cyrnos para la princesa Letizia de Aosta, hermana de este último. El resto de activos se repartió en lotes para dichos familiares, a excepción de 100 000 francos destinados al Comité de Reparación de la Catedral de Reims.

### Las joyas de la emperatriz

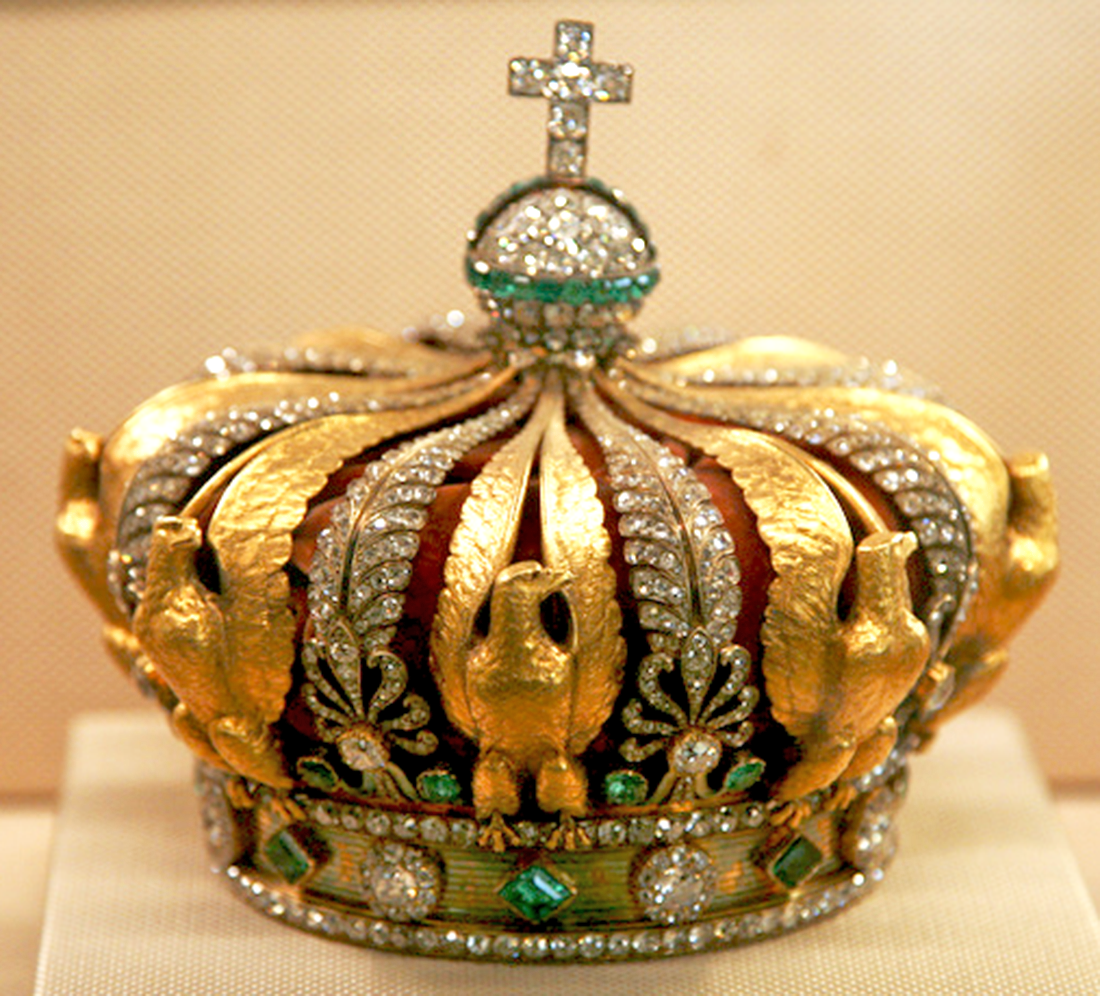
Corona de la emperatriz Eugenia, expuesta en el Museo del Louvre

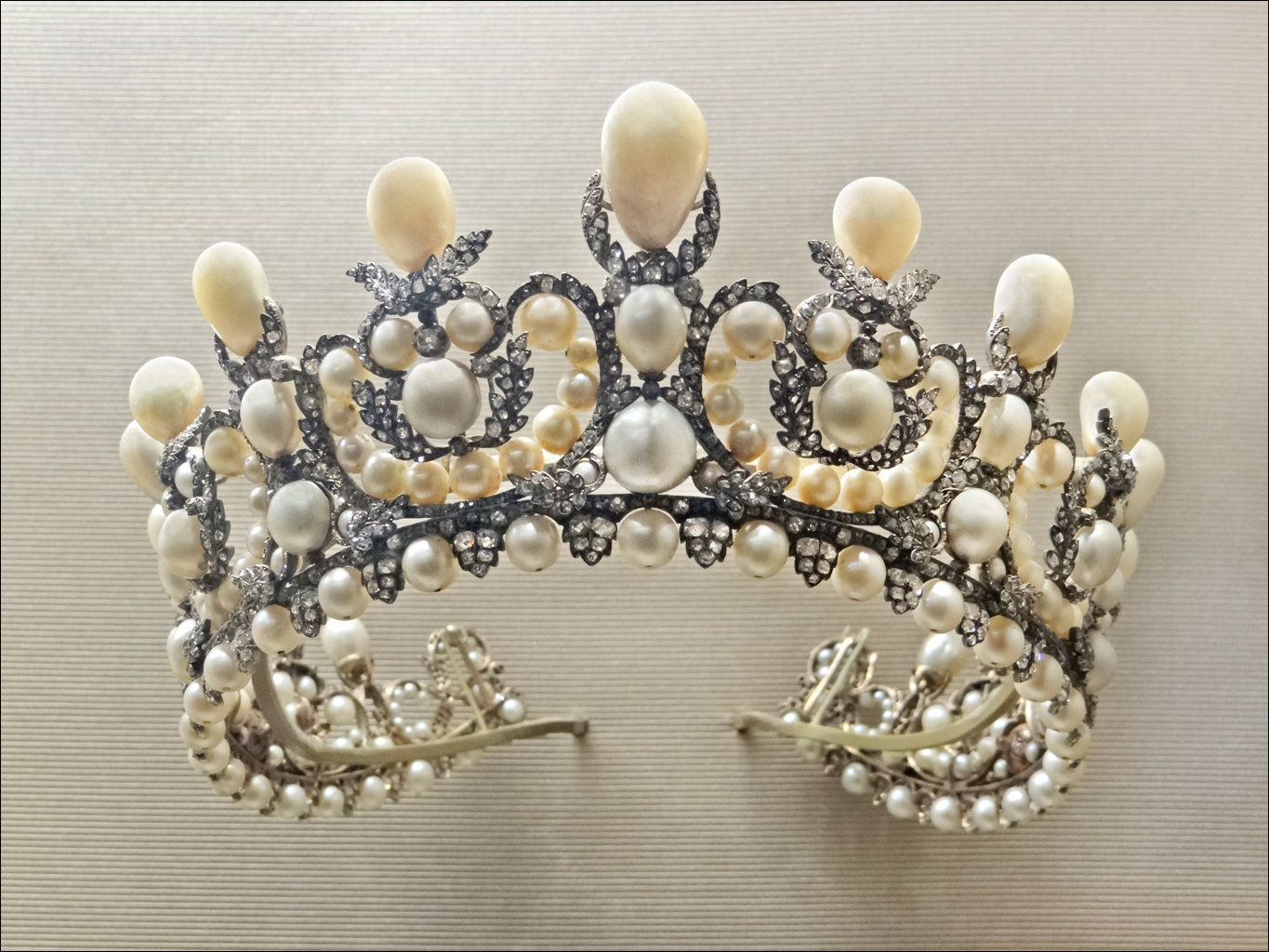
Diadema de la emperatriz Eugenia, expuesta en el Museo del Louvre

La emperatriz poseía una de las colecciones de joyas más importantes de su época. Empezando por las alianzas que encargó a la casa francesa Chaumet, que también realizó para ella otros conjuntos maravillosos, algunos de los cuales se pueden ver hoy en día en Museo del Louvre de París. Catalina Granger recuerda que sus compras en general se aproximaron a la enorme suma de 3,6 millones de francos, de los cuales cerca de 200 000 francos se destinaron a la compra de obras de arte para su colección personal.

#### Subasta
Para hacer frente a las necesidades de su exilio en Inglaterra, la soberana organizó una venta de joyas en Christie's el 24 de junio de 1872 a las 20:00 horas de la calle King de Londres, donde una multitud curiosa se reúne al anunciar los periódicos la venta durante varias semanas (el catálogo solo decía "una parte de hermosas joyas pertenecientes a una dama de calidad", pero el nombre de la propietaria era conocido por todos). La venta constaba de 123 lotes: diademas, collares, pulseras, abanicos, etc. Entre las piezas destacaban dos hileras de grandes perlas finas y, sobre todo, un conjunto extraordinario de diamantes y esmeraldas. Por la venta se obtuvieron en total 1 125 000 francos de la época.
El joyero estadounidense Charles Lewis Tiffany, que anteriormente había adquirido las Joyas de la Corona de Francia compró la mayoría de las joyas de la emperatriz para venderlas posteriormente a las damas de la alta sociedad americana.
La mayoría de ellas serían adquiridas más tarde por la brasileña Aimée de Heeren, la cual coleccionó joyas y al mismo tiempo se interesó por la vida de la emperatriz.
Las dos mujeres eran consideradas como las dos "reinas de Biarritz", ya que pasaban el verano en la costa vasca, la emperatriz en el "Villa Eugenia", hoy en día el Hôtel du Palais que mandó construir Napoleón III en 1854, el edificio tiene la forma de una "E" mayúscula - y Aimée de Heeren en la villa "La Roseraie".
La emperatriz Eugenia poseía también una magnífica colección de esmeraldas colombianas y, teniendo en cuenta su calidad excepcional, es probable que algunas de las 25 esmeraldas vendidas estuvieran en la colección de joyas de Donnersmarck. De hecho, el industrial alemán Príncipe Guido Henckel von Donnersmarck (alrededor de 1900) ordenó, probablemente al joyero parisino Chaumet, una diadema excelente para su esposa, la princesa Katharina, compuesta por 11 esmeraldas colombianas excepcionalmente raras, en forma de gota y pesadas en más 500 quilates.

#### Recuperación de joyas para el Louvre
El Museo del Louvre lleva varios años trabajando para recuperar las Joyas de la Corona de Francia, con la ayuda de la Sociedad de los Amigos del Louvre, vendidas por el Estado Francés entre el 12 y el 23 de mayo de 1887.

### En la cultura popular
La emperatriz también ha sido conmemorada en el espacio exterior: el asteroide 45 Eugenia fue nombrado en su honor, y su luna, Petit-Prince, en honor al príncipe imperial.
El Archipiélago de la Emperatriz Eugenia, en el mar del Japón fue nombrado en su honor.
Fue honrada por John Gould, que dio el nombre científico de Ptilinopus eugeniae a la paloma de la fruta de cabeza blanca.
Nombrado en honor a la emperatriz, el sombrero Eugenia es un estilo de tocado que se coloca dramáticamente inclinado sobre un ojo, con el ala doblada bruscamente en ambos lados, al estilo de un tocado de equitación, y a menudo con una larga pluma de avestruz inclinada hacia detrás. Dicho sombrero fue popularizado en la década de los años 30 por la estrella de cine Greta Garbo. Sin embargo, mucho más característico del verdadero estilo de la emperatriz, fue el paletot Eugenia, un abrigo de mujer con mangas acampanadas y cierre de un botón en el cuello.
La película hispanofrancesa Violetas imperiales, de 1952, está inspirada en su vida, al igual que la película española Eugenia de Montijo, de 1944. Por otra parte, aparece en el largometraje americano Juárez, del año 1939, en el que la emperatriz Eugenia fue interpretada por Gale Sondergaard como una implacable monarca encantada de ayudar a su marido Napoleón III en sus planes de controlar México. La película Suez, también del año 1939, relata la construcción del canal del mismo nombre. Tyrone Power interpreta a Ferdinand de Lesseps, Loretta Young a Eugenia de Montijo y Leon Ames a Napoleón III.
Numerosos artistas interpretaron canciones sobre ella:
- "Eugenia de Montijo", de Concha Piquer;[30]
- "Eugenia emperatriz", de Rocío Dúrcal;[31]
- "Eugenia de Montijo", de Marujita Díaz.[32]

## Otros datos

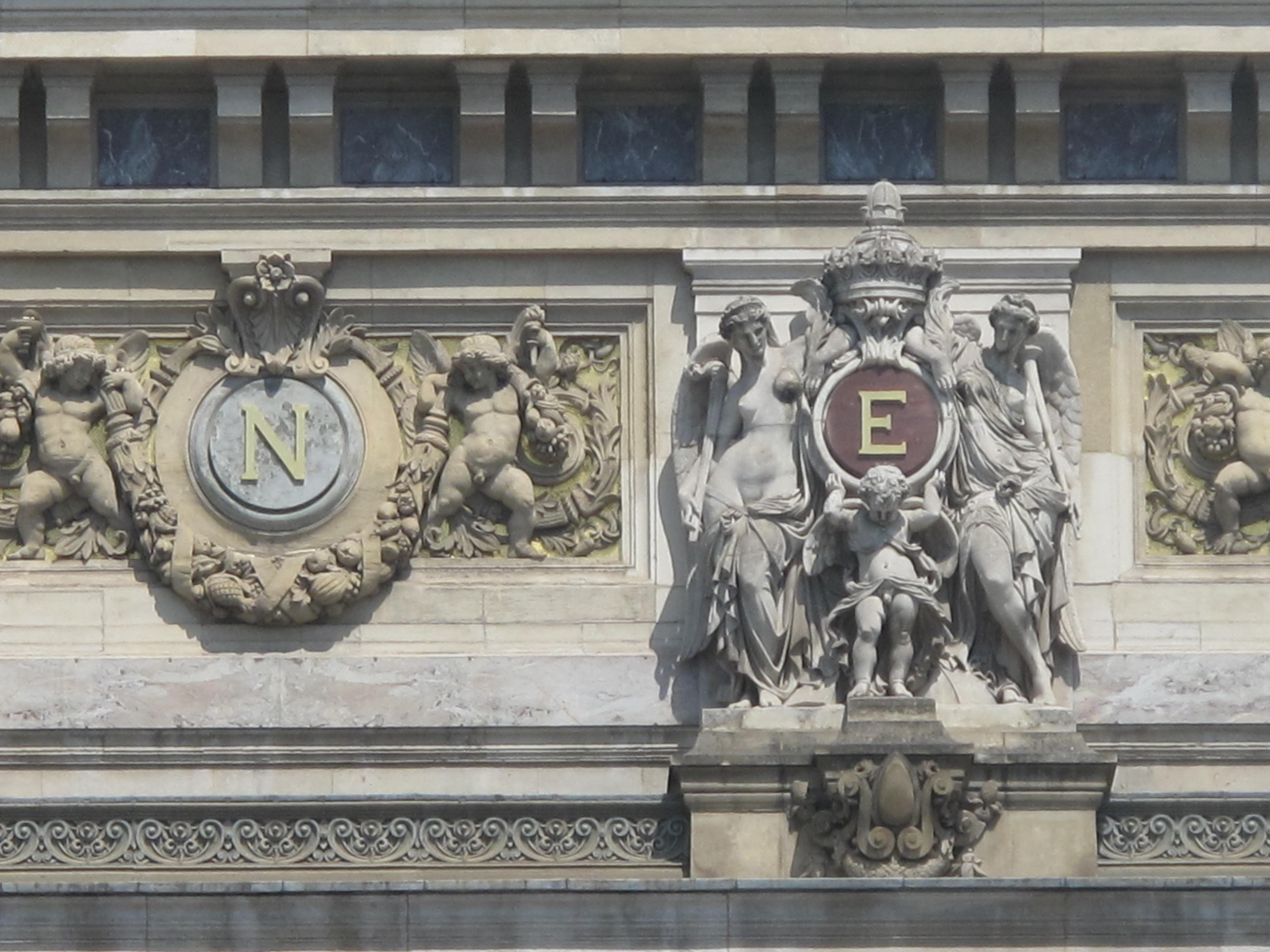
Monograma de "N" por Napoleón III en la fachada de la Ópera Garnier en París. La "E" es por la emperatriz Eugenia

- Eugenia, convertida ya en emperatriz, ordenó a algunos arquitectos y jardineros de su corte la remodelación del castillo de Arteaga, un edificio de sus ancestros en la provincia de Vizcaya (España) y también restauró el castillo de Belmonte (Cuenca) propiedad de los marqueses de Villena.
- Utilizó frecuentemente como apellido el de Guzmán, en lugar de los de Palafox Portocarrero y Kirkpatrick, por ser titular del mayorazgo fundado en 1463 por doña Inés de Guzmán sobre el señorío de Teba, elevado a condado en 1522 por Carlos V. Sus sobrinos, hijos de su hermana Francisca y del duque de Alba, utilizaron como segundo apellido el de Portocarrero.
- Bajo su auspicio se cultivó en una finca de Baños de Rioja (La Rioja), de la cual era propietaria, una viña que todavía existe con el nombre de La Emperatriz.
- Gracias a ella se hizo muy popular el veraneo en Biarritz cuando en 1854 construyó el Palacio en la playa hoy en día conocido como Hôtel du Palais.
- Conocida por vincularse su nombre a la localidad que ostentaría la cabeza del condado de su mismo nombre, en Montijo (España). Su padre, Cipriano Palafox y Portocarrero, heredó el Condado de Montijo y el Señorío de Moguer, entre otros muchos títulos; pasando, posteriormente el condado a su hermana, María Francisca de Sales Portocarrero. Eugenia nunca llegaría a ostentar el título de condesa de Montijo.

## Títulos nobiliarios

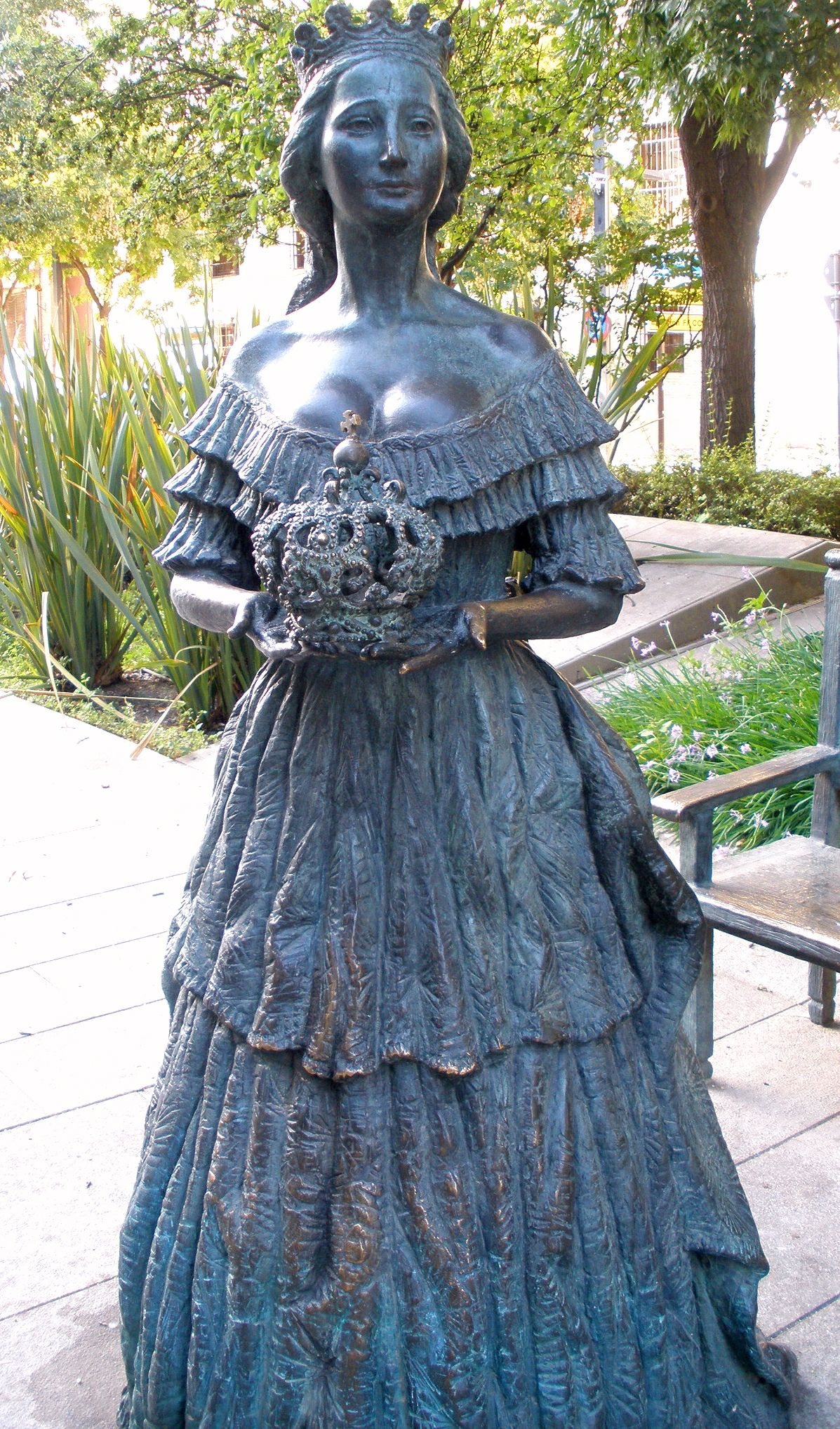
Estatua de Eugenia de Montijo en su Granada natal

Además de emperatriz consorte de los franceses, fue por derecho propio:
- XVIII Marquesa de Ardales
- XVIII Marquesa de Moya
- IX Marquesa de Osera
- XIX Condesa de Teba
- IX Condesa de Ablitas
- XI Condesa de Baños
- XI Condesa de Mora
- X Condesa de Santa Cruz de la Sierra
- X Vizcondesa de la Calzada
- XVII Baronesa de Quinto

## Tratamientos
- 1826-1839: Doña Eugenia Palafox Portocarrero de Guzmán y KirkPatrick.
- 1839-1853: Excelentísima Señora Doña Eugenia Palafox Portocarrero de Guzmán y KirkPatrick, XVI condesa de Teba
- 1853-1870: Su Majestad Imperial la emperatriz de los franceses (durante algunos períodos emperatriz regente)
- 1870-1920: Su Majestad Imperial la emperatriz Eugenia de Francia.

## Honores y dignidades
- Dama Gran Cruz de la Imperial Orden de San Carlos (Segundo Imperio Mexicano).
- 475.ª Dama de la Orden de las Damas Nobles de la Reina María Luisa (Reino de España).
- Dama de primera clase de la Orden de la Cruz Estrellada. (Imperio Austroahúngaro)[33][34]
- Dama Gran Cruz honoraria de la Excelentísima Orden del Imperio Británico (Reino Unido).
- Rosa de Oro de la Cristiandad (Estados Pontificios).

| Predecesor: Último título sostenido por María Amelia de Borbón-Dos Sicilias reina de los franceses | Emperatriz consorte de los franceses 30 de enero de 1853 – 11 de enero de 1871 | Sucesor: Monarquía abolida |

## Ancestros
| \| \| \| \| \| \| \| \| \| \| \| \| \| \| \| \| \| \| \| \| 16. Juan Antonio de Palafox, V marqués de Ariza \| \| \| \| \| \| \| \| \| \| \| \| \| \| \| \| \| \| \| \| \| \| \| \| \| \| \| \| \| \| \| \| \| \| \| \| \| \| \| \| \| \| \| \| \| \| \| \| \| \| \| \| \| \| 8. Joaquín Antonio de Palafox, VI marqués de Ariza \| \| \| \| \| \| \| \| \| \| \| \| \| \| \| \| \| \| \| \| \| \| \| \| \| \| \| \| \| \| \| \| \| \| \| \| \| \| \| \| \| \| \| \| \| \| \| \| \| \| \| \| \| \| 17. Francisca Josefa Centurión, IV marquesa de Armunia \| \| \| \| \| \| \| \| \| \| \| \| \| \| \| \| \| \| \| \| \| \| \| \| \| \| \| \| \| \| \| \| \| \| \| \| \| \| \| \| \| \| \| \| \| \| \| \| \| \| \| \| \| \| 4. Felipe Antonio de Palafox y Croy \| \| \| \| \| \| \| \| \| \| \| \| \| \| \| \| \| \| \| \| \| \| \| \| \| \| \| \| \| \| \| \| \| \| \| \| \| \| \| \| \| \| \| \| \| \| \| \| \| \| \| \| \| \| 18. Juan Bautista de Croy, V duque de Havré \| \| \| \| \| \| \| \| \| \| \| \| \| \| \| \| \| \| \| \| \| \| \| \| \| \| \| \| \| \| \| \| \| \| \| \| \| \| \| \| \| \| \| \| \| \| \| \| \| \| \| \| \| \| 9. Princesa Mariana Carlota de Croy \| \| \| \| \| \| \| \| \| \| \| \| \| \| \| \| \| \| \| \| \| \| \| \| \| \| \| \| \| \| \| \| \| \| \| \| \| \| \| \| \| \| \| \| \| \| \| \| \| \| \| \| \| \| 19. Mariana Lante Montefeltro della Rovere \| \| \| \| \| \| \| \| \| \| \| \| \| \| \| \| \| \| \| \| \| \| \| \| \| \| \| \| \| \| \| \| \| \| \| \| \| \| \| \| \| \| \| \| \| \| \| \| \| \| \| \| \| \| 2. Cipriano Palafox y Portocarrero, VIII conde de Montijo \| \| \| \| \| \| \| \| \| \| \| \| \| \| \| \| \| \| \| \| \| \| \| \| \| \| \| \| \| \| \| \| \| \| \| \| \| \| \| \| \| \| \| \| \| \| \| \| \| \| \| \| \| \| 20. Cristóbal Portocarrero, V conde de Montijo \| \| \| \| \| \| \| \| \| \| \| \| \| \| \| \| \| \| \| \| \| \| \| \| \| \| \| \| \| \| \| \| \| \| \| \| \| \| \| \| \| \| \| \| \| \| \| \| \| \| \| \| \| \| 10. Cristóbal Portocarrero, V marqués de Valderrábano \| \| \| \| \| \| \| \| \| \| \| \| \| \| \| \| \| \| \| \| \| \| \| \| \| \| \| \| \| \| \| \| \| \| \| \| \| \| \| \| \| \| \| \| \| \| \| \| \| \| \| \| \| \| 21. María Dominga Fernández de Córdoba y Portocarrero \| \| \| \| \| \| \| \| \| \| \| \| \| \| \| \| \| \| \| \| \| \| \| \| \| \| \| \| \| \| \| \| \| \| \| \| \| \| \| \| \| \| \| \| \| \| \| \| \| \| \| \| \| \| 5. María Francisca de Sales Portocarrero, VI condesa de Montijo \| \| \| \| \| \| \| \| \| \| \| \| \| \| \| \| \| \| \| \| \| \| \| \| \| \| \| \| \| \| \| \| \| \| \| \| \| \| \| \| \| \| \| \| \| \| \| \| \| \| \| \| \| \| 22. Antonio López de Zúñiga Chaves Chacón, XIII conde de Miranda \| \| \| \| \| \| \| \| \| \| \| \| \| \| \| \| \| \| \| \| \| \| \| \| \| \| \| \| \| \| \| \| \| \| \| \| \| \| \| \| \| \| \| \| \| \| \| \| \| \| \| \| \| \| 11. María Josefa López de Zúñiga y Pacheco \| \| \| \| \| \| \| \| \| \| \| \| \| \| \| \| \| \| \| \| \| \| \| \| \| \| \| \| \| \| \| \| \| \| \| \| \| \| \| \| \| \| \| \| \| \| \| \| \| \| \| \| \| \| 23. María Teresa Pacheco Téllez-Girón \| \| \| \| \| \| \| \| \| \| \| \| \| \| \| \| \| \| \| \| \| \| \| \| \| \| \| \| \| \| \| \| \| \| \| \| \| \| \| \| \| \| \| \| \| \| \| \| \| \| \| \| \| \| 1. Eugenia de Palafox Portocarrero y Kirkpatrick \| \| \| \| \| \| \| \| \| \| \| \| \| \| \| \| \| \| \| \| \| \| \| \| \| \| \| \| \| \| \| \| \| \| \| \| \| \| \| \| \| \| \| \| \| \| \| \| \| \| \| \| \| \| 24. Robert Kirkpatrick de Glenkiln \| \| \| \| \| \| \| \| \| \| \| \| \| \| \| \| \| \| \| \| \| \| \| \| \| \| \| \| \| \| \| \| \| \| \| \| \| \| \| \| \| \| \| \| \| \| \| \| \| \| \| \| \| \| 12. William Kirkpatrick de Closeburn \| \| \| \| \| \| \| \| \| \| \| \| \| \| \| \| \| \| \| \| \| \| \| \| \| \| \| \| \| \| \| \| \| \| \| \| \| \| \| \| \| \| \| \| \| \| \| \| \| \| \| \| \| \| 25. Henriette Gillespie \| \| \| \| \| \| \| \| \| \| \| \| \| \| \| \| \| \| \| \| \| \| \| \| \| \| \| \| \| \| \| \| \| \| \| \| \| \| \| \| \| \| \| \| \| \| \| \| \| \| \| \| \| \| 6. Guillermo Kirkpatrick de Closeburn \| \| \| \| \| \| \| \| \| \| \| \| \| \| \| \| \| \| \| \| \| \| \| \| \| \| \| \| \| \| \| \| \| \| \| \| \| \| \| \| \| \| \| \| \| \| \| \| \| \| \| \| \| \| 26. John Wilson de Kelton Castle \| \| \| \| \| \| \| \| \| \| \| \| \| \| \| \| \| \| \| \| \| \| \| \| \| \| \| \| \| \| \| \| \| \| \| \| \| \| \| \| \| \| \| \| \| \| \| \| \| \| \| \| \| \| 13. Mary Wilson \| \| \| \| \| \| \| \| \| \| \| \| \| \| \| \| \| \| \| \| \| \| \| \| \| \| \| \| \| \| \| \| \| \| \| \| \| \| \| \| \| \| \| \| \| \| \| \| \| \| \| \| \| \| 3. María Manuela Kirkpatrick y Grevigné \| \| \| \| \| \| \| \| \| \| \| \| \| \| \| \| \| \| \| \| \| \| \| \| \| \| \| \| \| \| \| \| \| \| \| \| \| \| \| \| \| \| \| \| \| \| \| \| \| \| \| \| \| \| 28. André de Grevigné \| \| \| \| \| \| \| \| \| \| \| \| \| \| \| \| \| \| \| \| \| \| \| \| \| \| \| \| \| \| \| \| \| \| \| \| \| \| \| \| \| \| \| \| \| \| \| \| \| \| \| \| \| \| 14. Henri, barón de Grevigné \| \| \| \| \| \| \| \| \| \| \| \| \| \| \| \| \| \| \| \| \| \| \| \| \| \| \| \| \| \| \| \| \| \| \| \| \| \| \| \| \| \| \| \| \| \| \| \| \| \| \| \| \| \| 29. Marie-Josèphe Dehousse \| \| \| \| \| \| \| \| \| \| \| \| \| \| \| \| \| \| \| \| \| \| \| \| \| \| \| \| \| \| \| \| \| \| \| \| \| \| \| \| \| \| \| \| \| \| \| \| \| \| \| \| \| \| 7. María Francisca de Grevigné \| \| \| \| \| \| \| \| \| \| \| \| \| \| \| \| \| \| \| \| \| \| \| \| \| \| \| \| \| \| \| \| \| \| \| \| \| \| \| \| \| \| \| \| \| \| \| \| \| \| \| \| \| \| 30. Vicente Gallegos... \| \| \| \| \| \| \| \| \| \| \| \| \| \| \| \| \| \| \| \| \| \| \| \| \| \| \| \| \| \| \| \| \| \| \| \| \| \| \| \| \| \| \| \| \| \| \| \| \| \| \| \| \| \| 15. Francisca Antonia de Gallegos y Delgado \| \| \| \| \| \| \| \| \| \| \| \| \| \| \| \| \| \| \| \| \| \| \| \| \| \| \| \| \| \| \| \| \| \| \| \| \| \| \| \| \| \| \| \| \| \| \| \| \| \| \| \| \| \| 31. Francisca Delgado Guerra \| \| \| \| \| \| \| \| \| \| \| \| \| \| \| \| \| \| \| \| \| \| \| \| \| \| \| \| \| \| \| \| \| \| \| \| \| \| \| \| \| \| \| \| \| \| \| \| \| \| \| \| |                                                                  |  |  |  |  |  |  |  |  |  |  |  |  |  |  |  |
| |                                                                  |  |  |  |  |  |  |  |  |  |  |  |  |  |  |  |
| | 16. Juan Antonio de Palafox, V marqués de Ariza                  |  |  |  |  |  |  |  |  |  |  |  |  |  |  |  |
| |                                                                  |  |  |  |  |  |  |  |  |  |  |  |  |  |  |  |
| |                                                                  |  |  |  |  |  |  |  |  |  |  |  |  |  |  |  |
| | 8. Joaquín Antonio de Palafox, VI marqués de Ariza               |  |  |  |  |  |  |  |  |  |  |  |  |  |  |  |
| |                                                                  |  |  |  |  |  |  |  |  |  |  |  |  |  |  |  |
| |                                                                  |  |  |  |  |  |  |  |  |  |  |  |  |  |  |  |
| | 17. Francisca Josefa Centurión, IV marquesa de Armunia           |  |  |  |  |  |  |  |  |  |  |  |  |  |  |  |
| |                                                                  |  |  |  |  |  |  |  |  |  |  |  |  |  |  |  |
| |                                                                  |  |  |  |  |  |  |  |  |  |  |  |  |  |  |  |
| | 4. Felipe Antonio de Palafox y Croy                              |  |  |  |  |  |  |  |  |  |  |  |  |  |  |  |
| |                                                                  |  |  |  |  |  |  |  |  |  |  |  |  |  |  |  |
| |                                                                  |  |  |  |  |  |  |  |  |  |  |  |  |  |  |  |
| | 18. Juan Bautista de Croy, V duque de Havré                      |  |  |  |  |  |  |  |  |  |  |  |  |  |  |  |
| |                                                                  |  |  |  |  |  |  |  |  |  |  |  |  |  |  |  |
| |                                                                  |  |  |  |  |  |  |  |  |  |  |  |  |  |  |  |
| | 9. Princesa Mariana Carlota de Croy                              |  |  |  |  |  |  |  |  |  |  |  |  |  |  |  |
| |                                                                  |  |  |  |  |  |  |  |  |  |  |  |  |  |  |  |
| |                                                                  |  |  |  |  |  |  |  |  |  |  |  |  |  |  |  |
| | 19. Mariana Lante Montefeltro della Rovere                       |  |  |  |  |  |  |  |  |  |  |  |  |  |  |  |
| |                                                                  |  |  |  |  |  |  |  |  |  |  |  |  |  |  |  |
| |                                                                  |  |  |  |  |  |  |  |  |  |  |  |  |  |  |  |
| | 2. Cipriano Palafox y Portocarrero, VIII conde de Montijo        |  |  |  |  |  |  |  |  |  |  |  |  |  |  |  |
| |                                                                  |  |  |  |  |  |  |  |  |  |  |  |  |  |  |  |
| |                                                                  |  |  |  |  |  |  |  |  |  |  |  |  |  |  |  |
| | 20. Cristóbal Portocarrero, V conde de Montijo                   |  |  |  |  |  |  |  |  |  |  |  |  |  |  |  |
| |                                                                  |  |  |  |  |  |  |  |  |  |  |  |  |  |  |  |
| |                                                                  |  |  |  |  |  |  |  |  |  |  |  |  |  |  |  |
| | 10. Cristóbal Portocarrero, V marqués de Valderrábano            |  |  |  |  |  |  |  |  |  |  |  |  |  |  |  |
| |                                                                  |  |  |  |  |  |  |  |  |  |  |  |  |  |  |  |
| |                                                                  |  |  |  |  |  |  |  |  |  |  |  |  |  |  |  |
| | 21. María Dominga Fernández de Córdoba y Portocarrero            |  |  |  |  |  |  |  |  |  |  |  |  |  |  |  |
| |                                                                  |  |  |  |  |  |  |  |  |  |  |  |  |  |  |  |
| |                                                                  |  |  |  |  |  |  |  |  |  |  |  |  |  |  |  |
| | 5. María Francisca de Sales Portocarrero, VI condesa de Montijo  |  |  |  |  |  |  |  |  |  |  |  |  |  |  |  |
| |                                                                  |  |  |  |  |  |  |  |  |  |  |  |  |  |  |  |
| |                                                                  |  |  |  |  |  |  |  |  |  |  |  |  |  |  |  |
| | 22. Antonio López de Zúñiga Chaves Chacón, XIII conde de Miranda |  |  |  |  |  |  |  |  |  |  |  |  |  |  |  |
| |                                                                  |  |  |  |  |  |  |  |  |  |  |  |  |  |  |  |
| |                                                                  |  |  |  |  |  |  |  |  |  |  |  |  |  |  |  |
| | 11. María Josefa López de Zúñiga y Pacheco                       |  |  |  |  |  |  |  |  |  |  |  |  |  |  |  |
| |                                                                  |  |  |  |  |  |  |  |  |  |  |  |  |  |  |  |
| |                                                                  |  |  |  |  |  |  |  |  |  |  |  |  |  |  |  |
| | 23. María Teresa Pacheco Téllez-Girón                            |  |  |  |  |  |  |  |  |  |  |  |  |  |  |  |
| |                                                                  |  |  |  |  |  |  |  |  |  |  |  |  |  |  |  |
| |                                                                  |  |  |  |  |  |  |  |  |  |  |  |  |  |  |  |
| | 1. Eugenia de Palafox Portocarrero y Kirkpatrick                 |  |  |  |  |  |  |  |  |  |  |  |  |  |  |  |
| |                                                                  |  |  |  |  |  |  |  |  |  |  |  |  |  |  |  |
| |                                                                  |  |  |  |  |  |  |  |  |  |  |  |  |  |  |  |
| | 24. Robert Kirkpatrick de Glenkiln                               |  |  |  |  |  |  |  |  |  |  |  |  |  |  |  |
| |                                                                  |  |  |  |  |  |  |  |  |  |  |  |  |  |  |  |
| |                                                                  |  |  |  |  |  |  |  |  |  |  |  |  |  |  |  |
| | 12. William Kirkpatrick de Closeburn                             |  |  |  |  |  |  |  |  |  |  |  |  |  |  |  |
| |                                                                  |  |  |  |  |  |  |  |  |  |  |  |  |  |  |  |
| |                                                                  |  |  |  |  |  |  |  |  |  |  |  |  |  |  |  |
| | 25. Henriette Gillespie                                          |  |  |  |  |  |  |  |  |  |  |  |  |  |  |  |
| |                                                                  |  |  |  |  |  |  |  |  |  |  |  |  |  |  |  |
| |                                                                  |  |  |  |  |  |  |  |  |  |  |  |  |  |  |  |
| | 6. Guillermo Kirkpatrick de Closeburn                            |  |  |  |  |  |  |  |  |  |  |  |  |  |  |  |
| |                                                                  |  |  |  |  |  |  |  |  |  |  |  |  |  |  |  |
| |                                                                  |  |  |  |  |  |  |  |  |  |  |  |  |  |  |  |
| | 26. John Wilson de Kelton Castle                                 |  |  |  |  |  |  |  |  |  |  |  |  |  |  |  |
| |                                                                  |  |  |  |  |  |  |  |  |  |  |  |  |  |  |  |
| |                                                                  |  |  |  |  |  |  |  |  |  |  |  |  |  |  |  |
| | 13. Mary Wilson                                                  |  |  |  |  |  |  |  |  |  |  |  |  |  |  |  |
| |                                                                  |  |  |  |  |  |  |  |  |  |  |  |  |  |  |  |
| |                                                                  |  |  |  |  |  |  |  |  |  |  |  |  |  |  |  |
| | 3. María Manuela Kirkpatrick y Grevigné                          |  |  |  |  |  |  |  |  |  |  |  |  |  |  |  |
| |                                                                  |  |  |  |  |  |  |  |  |  |  |  |  |  |  |  |
| |                                                                  |  |  |  |  |  |  |  |  |  |  |  |  |  |  |  |
| | 28. André de Grevigné                                            |  |  |  |  |  |  |  |  |  |  |  |  |  |  |  |
| |                                                                  |  |  |  |  |  |  |  |  |  |  |  |  |  |  |  |
| |                                                                  |  |  |  |  |  |  |  |  |  |  |  |  |  |  |  |
| | 14. Henri, barón de Grevigné                                     |  |  |  |  |  |  |  |  |  |  |  |  |  |  |  |
| |                                                                  |  |  |  |  |  |  |  |  |  |  |  |  |  |  |  |
| |                                                                  |  |  |  |  |  |  |  |  |  |  |  |  |  |  |  |
| | 29. Marie-Josèphe Dehousse                                       |  |  |  |  |  |  |  |  |  |  |  |  |  |  |  |
| |                                                                  |  |  |  |  |  |  |  |  |  |  |  |  |  |  |  |
| |                                                                  |  |  |  |  |  |  |  |  |  |  |  |  |  |  |  |
| | 7. María Francisca de Grevigné                                   |  |  |  |  |  |  |  |  |  |  |  |  |  |  |  |
| |                                                                  |  |  |  |  |  |  |  |  |  |  |  |  |  |  |  |
| |                                                                  |  |  |  |  |  |  |  |  |  |  |  |  |  |  |  |
| | 30. Vicente Gallegos...                                          |  |  |  |  |  |  |  |  |  |  |  |  |  |  |  |
| |                                                                  |  |  |  |  |  |  |  |  |  |  |  |  |  |  |  |
| |                                                                  |  |  |  |  |  |  |  |  |  |  |  |  |  |  |  |
| | 15. Francisca Antonia de Gallegos y Delgado                      |  |  |  |  |  |  |  |  |  |  |  |  |  |  |  |
| |                                                                  |  |  |  |  |  |  |  |  |  |  |  |  |  |  |  |
| |                                                                  |  |  |  |  |  |  |  |  |  |  |  |  |  |  |  |
| | 31. Francisca Delgado Guerra                                     |  |  |  |  |  |  |  |  |  |  |  |  |  |  |  |
| |                                                                  |  |  |  |  |  |  |  |  |  |  |  |  |  |  |  |
| |                                                                  |  |  |  |  |  |  |  |  |  |  |  |  |  |  |  |